# Trachyusa bucephala
Trachyusa bucephala är en stekelart som beskrevs av Papp 1967. Trachyusa bucephala ingår i släktet Trachyusa och familjen bracksteklar. Inga underarter finns listade i Catalogue of Life.